# Antico santuario di San Marco
L'antico santuario di San Marco è un luogo di culto cattolico dalle forme barocche situato in via Don Stefano Raffi 30 a Bedonia, in provincia di Parma e diocesi di Piacenza-Bobbio, all'interno del seminario vescovile; è sussidiario della parrocchiale di Sant'Antonino Martire di Bedonia e fa parte del vicariato della Val Taro e Val Ceno.

## Storia
Nel 1600 un gruppo di mercanti veneziani fece erigere accanto a una fonte considerata miracolosa un piccolo sacello, noto come cappellina del Pozzo, in segno di ringraziamento alla Madonna della Consolazione che avrebbe intercesso per la loro liberazione dopo che erano stati assaliti da banditi proprio in quel luogo.
Nei decenni seguenti la devozione popolare divenne sempre più viva, tanto che nel 1685 il tenente Marco Lezoli finanziò la costruzione, a poca distanza dalla sorgente, di un oratorio dedicato a san Marco.
Il luogo di culto, all'epoca circondato su tre lati da un porticato, fu modificato nel 1720 con l'aggiunta sul fianco nord della cappella di San Giuseppe e della sagrestia in sostituzione del portico.
Nel 1731 fu collocata all'interno della chiesetta la cinquecentesca statua lignea della Madonna della Consolazione, proveniente dal territorio di Pontremoli; il luogo di culto, frequentato da pellegrini delle alte valli del Taro, del Ceno, dell'Arda, dell'Aveto, del Magra e del Vara, fu successivamente elevato a santuario mariano.
Verso la metà del XIX secolo furono avviati i lavori di costruzione, in adiacenza al lato sud del tempio eliminandone il porticato meridionale, del grande edificio della Casa della Gioventù, inaugurato solennemente il 25 luglio del 1846 come seminario episcopale dal vescovo di Piacenza Luigi Sanvitale e da quello di Pontremoli Michelangelo Orlandi.
Col crescere della devozione popolare verso la statua della Madonna della Consolazione, la chiesa si rivelò agli inizi del XX secolo insufficiente a ospitare tutti i pellegrini, perciò nel 1939 furono avviati, sul luogo dell'antica cappellina del Pozzo, i lavori di costruzione del nuovo santuario della Madonna di San Marco, che fu completato nel 1955.

## Descrizione

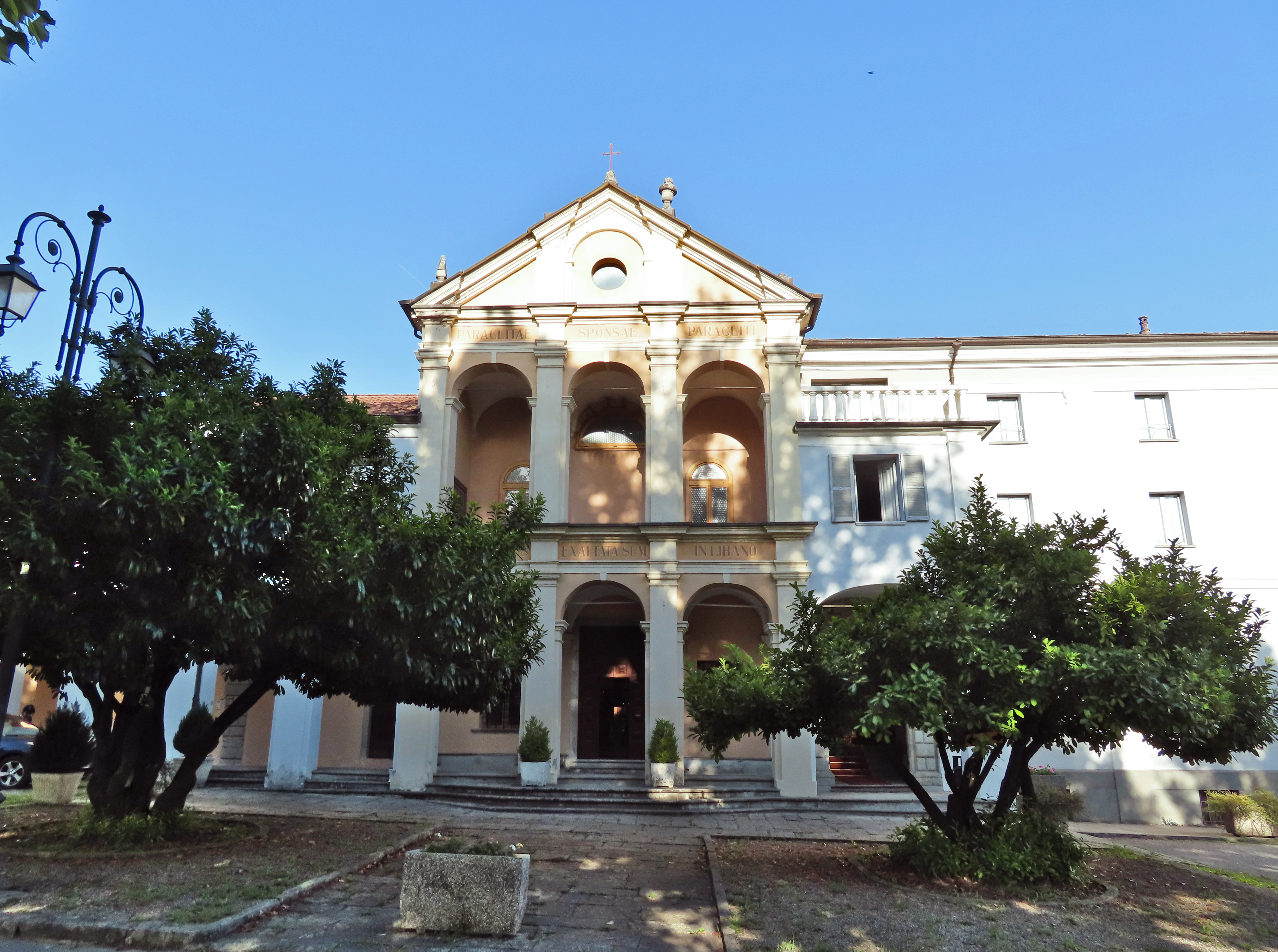
Facciata

La chiesa si sviluppa su un impianto a navata unica, affiancata a nord da una cappella e dalla sagrestia e a sud-est dal seminario.
La simmetrica facciata a capanna, interamente intonacata, è scandita orizzontalmente in due parti da un'alta trabeazione spezzata. Inferiormente si erge un portico a tre arcate a tutto sesto separate da lesene con capitelli dorici; nel mezzo si apre l'ampio portale d'accesso delimitato da cornice e affiancato da due finestre; il porticato prosegue sulla sinistra allungandosi davanti alla sagrestia e sulla destra con un'unica ampia arcata d'accesso al seminario. Superiormente si staglia un analogo alto loggiato a tre arcate, sormontato da una trabeazione spezzata. In sommità il frontone triangolare spezzato è scandito verticalmente da due lesene con capitelli dorici; al centro è collocato un oculo, delimitato da un'arcata a tutto sesto in aggetto.
All'interno la navata, coperta da una volta a botte lunettata decorata con affreschi dipinti agli inizi del XX secolo da Umberto Giunti, è affiancata da una serie di lesene scanalate coronate da capitelli corinzi, a sostegno del cornicione perimetrale modanato; le pareti sono arricchite da sei grandi tele del Giunti raffiguranti la Vita della Vergine e da stucchi neoclassici realizzati nei primi anni del XIX secolo da Tommaso Ferroni e Domenico Potugalli.
Dalla controfacciata aggetta la cantoria settecentesca, che ospita un organo realizzato agli inizi del XX secolo dai fratelli Reiger.
Il presbiterio, coperto da una volta a botte lunettata decorata con affreschi di Umberto Giunti, è preceduto dall'arco trionfale a tutto sesto; ai fianchi si erge una serie di lesene corinzie, che delimitano quattro dipinti seicenteschi rappresentanti i Quattro Evangelisti con cornici in stucco. Sul fondo, dietro all'altare maggiore, si trova la nicchia che accoglieva la statua della Madonna della Consolazione; ai lati sopravvive una parte degli antichi stalli lignei del coro.